# Пауль-Георг Клеффель
Пауль-Георг Клеффель (нім. Paul-Georg Kleffel; 7 вересня 1920 — 19 лютого 2020, Бонн) — німецький офіцер, гауптман резерву вермахту, генерал-лейтенант бундесверу. Кавалер Лицарського хреста Залізного хреста.

## Біографія
На початку Другої світової війни вступив у вермахт, у 1939—1941 роках пройшов офіцерський курс. Учасник Німецько-радянської війни, командир взводу, потім 4-ї роти 3-го танково-розвідувального дивізіону 3-ї танкової дивізії. Після війни здобув комерційну освіту, в 1949/56 роках працював в кіноіндустрії.
В 1956 році вступив в бундесвер, пройшов курс офіцер Генштабу. В 1959/63 роках — 3-й офіцер Генштабу 13-ї танково-гренадерської бригади. В 1963/64 роках працював в командній академії бундесверу в Гамбурзі. З 1 жовтня 1964 по 31 березня 1968 року — начальник штабу 3-ї танкової дивізії. В 1968 році призначений консультантом Федерального міністерства оборони. З 1 квітня 1970 року — командир 16-ї танково-гренадерської дивізії «Герцогство Лауенбург», з 30 квітня 1972 року — 3-го корпусу, з 1 жовтня 1973 року — 12-ї танкової дивізії. З 1 жовтня 1976 року — начальник командного штабу сухопутних військ. З 1 квітня 1978 року — командир 3-го корпусу. 30 вересня 1980 року вийшов у відставку. У 1980—1987 роках — федеральний адміністратор Швидкої допомоги іоаннітів.

## Нагороди
- Німецька імперська відзнака за фізичну підготовку в бронзі
- Залізний хрест 2-го і 1-го класу
- Нагрудний знак «За танкову атаку» в сріблі
- Медаль «За зимову кампанію на Сході 1941/42»
- Німецький хрест в золоті (16 листопада 1943)
- Лицарський хрест Залізного хреста (15 травня 1944)
- Нагрудний знак ближнього бою в бронзі
- Нагрудний знак «За поранення» в золоті
- Почесний знак бундесверу
- Орден Святого Йоанна (Бранденбург), лицар справедливості
- Прихильник Пола Гарріса (Ротарі Інтернешнл)
- Орден «За заслуги перед Федеративною Республікою Німеччина», командорський хрест